# Susanna (Vasco Rossi)
Susanna è una canzone del cantautore Vasco Rossi, inserita nell'album Colpa d'Alfredo del 1980 di cui è la terza traccia.

## L'altra metà del cielo
Nel 2012 il brano viene riarrangiato in veste classica e inserito nell'album L'altra metà del cielo, che raccoglie alcuni brani di Vasco che hanno come tema centrale la donna per essere suonate alla Scala di Milano per lo spettacolo dal titolo omonimo.
Viene pubblicato l'11 maggio 2012 come primo singolo estratto dall'album.

### Video
Il video è stato girato da Stefano Salvati, realizzato tutto in backstage con le riprese fatte il 30 marzo 2012 all'Accademia del Teatro alla Scala di Milano.
È stato pubblicato in anteprima da Vasco Rossi stesso sul proprio profilo ufficiale di Facebook il 24 maggio seguente.